# Ян Леслі
Ян Крейг Леслі (англ. Ian Craig Leslie; нар. 6 липня 1942, Ява, Нідерландська Ост-Індія)— австралійський тележурналіст, нагороджений Орденом Австралії.

## Біографія
Ян Крейг Леслі народився на острові Ява в Нідерландській Ост-Індії (нині Індонезія). Він мав старшого брата, брата-близнюка, сестру та двох тіток. У той час, коли Ян Леслі та його брат-близнюк народилися, їхній батько Вільям був інтернований, перебував у таборі для військовополонених на Яві і побачив синів лише через три з половиною роки.
Батько Яна Леслі був родом з Абердина, Шотландія, а мати народилася в Гнаденфельді, Україна. Обоє через війну мігрували до Нідерландської Ост-Індії. Його мати походила з німців-колоністів і основною причиною еміграції її сім'ї було переслідування більшовиками.
Вільям Леслі був менеджером великої англо-голландської експортної компанії. Спокійне життя родини закінчилося із вторгненням японської імператорської армії на Яву у лютому 1942 року. Перші три роки Ян та його родина провели як військовополонені, батько в одному таборі, мати з дітьми в іншому. Попри важке життя в полоні, голодування, хвороби та відсутність медичної допомоги Леслі вижив. У серпні 1945 року його евакуювали до Шотландії.
1947 року Вільям Леслі повернувся з родиною до Індонезії, але Індонезія вже не була безпечним місцем. Політично вмотивовані напади на європейців стали щоденними явищем, тому 1950 року родина переїхала до Тувумби, штат Квінсленд, Австралія. Таким чином, Ян Леслі належить до австралійської гілки клану Леслі.
Ян здобув освіту в англіканській школі та Toowoomba State High School.

## Відзнаки та нагороди
- Logie Award (1973);
- Walkley Award (1979);
- Logie Award (1981);
- Logie Award (1985);
- Медаль Ордена Австралії (ОАМ) до Дня народження Королеви 2009 року.

## Телевізійна кар'єра
Ян Леслі почав працювати на посаді стажера в Тувумбі 1962 року, а згодом став редактором новин.
Він переїхав до Сіднея 1972 року як старший репортер «Ten Network», а 1977 року став працювати у «Nine Network» у програмі «A Current Affair».
1979 року на базі «Nine Network» стартував проєкт «60 хвилин», де як оригінальна команда репортерів ведучими були Ян Леслі, Рей Мартін та Джордж Негус; тут Леслі працював протягом наступних 11 років.
Леслі висвітлював конфлікти в Уґанді, Зімбабве, Мозамбіку, Лівані, Таїланді, Камбоджі, на Філіппінах, в Бірмі, Кореї, Індонезії, Афганістані та Північній Ірландії.
Він — єдиний австралійський журналіст, який взяв інтерв'ю у президента Єгипту Анвара Садата.
Ян Леслі взяв інтерв'ю у багатьох світових лідерів, серед яких:
- прем'єр-міністр Індії Мораджі Десай,
- прем'єр-міністр Пакистану Беназір Бхутто,
- президенти Фердинанд Маркос (Філіппіни), Годфрі Беніза, Мілтон Оботе та Йовери Музвері (усі з Уганди).

1989 року він знову приєднався до «Ten Network» як ведучий випуску «Десять вечірних новин», щоб створювати документальні фільми та спеціальні проєкти.
1990 року Ян Леслі створив компанію, що спеціалізувалася на корпоративних комунікаціях.

## Інцидент із партизанами Моро
Під час зйомок програми «60 хвилин» на Філіппінах один із партизанів Моро витягнув револьвер зі своєї кобури та приставив його до голови Леслі. Ян не знав, що зброя була незарядженою.

## Особисте життя
1966 року Леслі одружився з Джан Пенхалігон. У них було двоє дітей, Джейн та Пітер, і троє онуків — Завія, Талія та Сієна. 
Джан Пенхалігон навчалася в PGC College Warwick і має музичну освіту.
Дочка Джейн навчалася в Академії драматичного мистецтва Західної Австралії. Зараз вона керує власною коучинговою компанією. 
Син Пітер — успішний телевізійний оператор, висвітлює важливі спортивні події в Австралії та за кордоном, наприклад, Олімпіаду в Сіднеї 2000 та Олімпіаду 2008 року в Пекіні.